# Roberto Conti
Roberto Conti (n. 29 aprilie 1923, Firenze – d. 30 august 2006, Firenze) a fost un matematician italian, ales ca membru de onoare al Academiei Române (în 1997).